# نهر إجوازو
نهر إجوازو ؛ نهر إغواسو ؛ نهر إيغوازو ( (ب[Rio Iguaçu] خطأ: {{اللغة-؟؟}}: رومنة لخط لاتيني (مساعدة)) تلفظ برتغالي: /ˈʁi.u iɡwaˈsu/ ، (بالإسبانية: Río Iguazú) تلفظ بالإسبانية: /ˈri.o iɣwaˈsu/؛  يُسمى أيضًا ريو إجوازو ) وهو نهر في البرازيل والأرجنتين. وهو رافد مهم لنهر بارانا. يصل طول نهر إجوازو 1,320 كيلومتر (820 ميل)، مع حوض تصريف يصل إلى 62,000 كيلومتر مربع (24,000 ميل2). 

## المسار

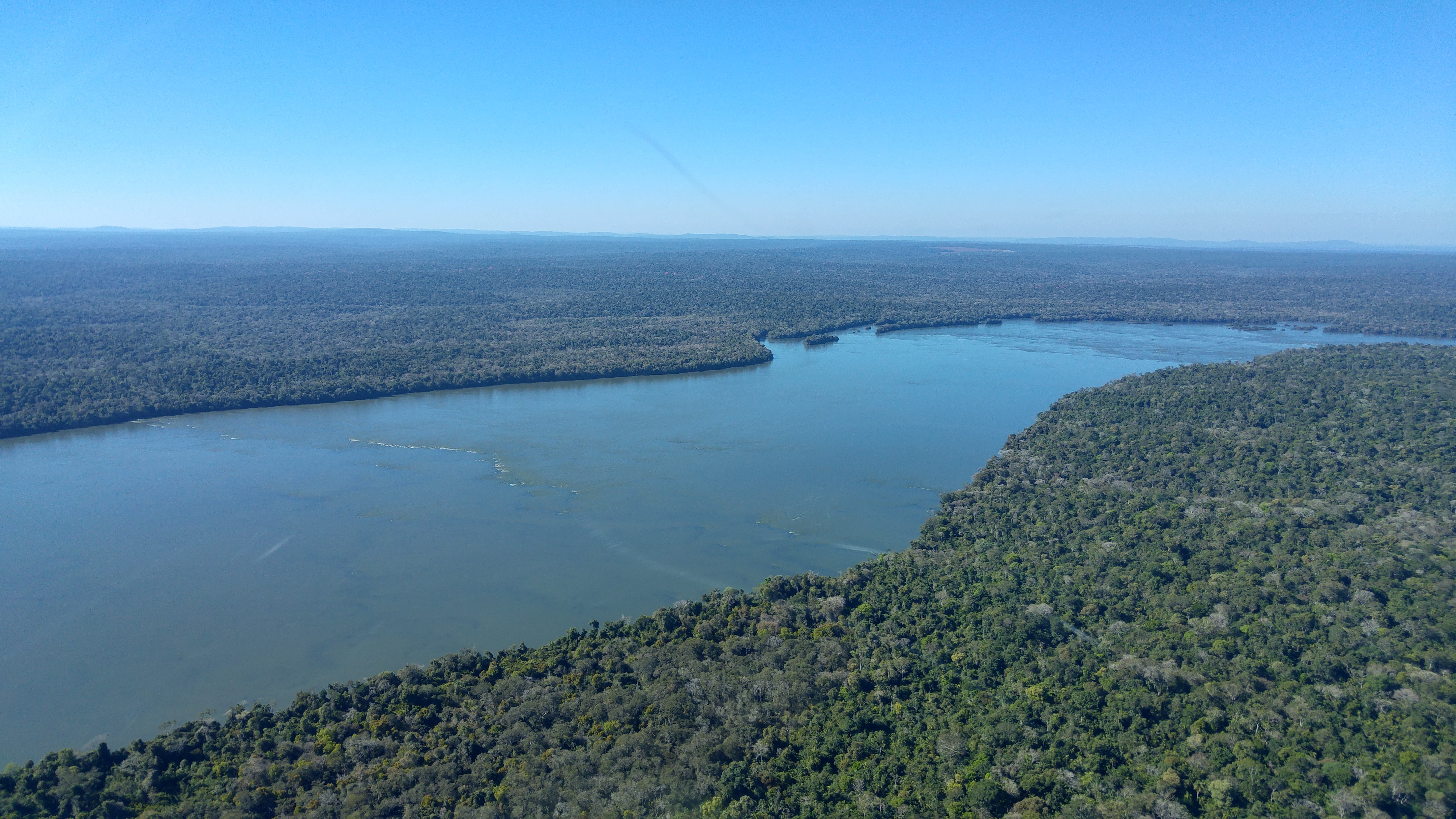
إيغواسو، قبل شلالات إيغواسو مباشرة هو الحدود الطبيعية بين البرازيل (يمين) والأرجنتين (يسار)

ينبع إجوازو من جبال سيرا دو مار الساحلية في ولاية بارانا البرازيلية وعلى مقربة من كوريتيبا. لمسافة 1،205 كيلومتر (749 ميل) ، إلى نقطة التقائه مع نهر سان أنطونيو، حيث يتدفق إجوازو غربًا عبر ولاية بارانا. ويشكل الاتجاه أسفل النهر نقطة الالتقاء الحدود البرازيلية بمقاطعة ميسيونس في الأرجنتين. استمرارًا للغرب، يسقط النهر من هضبة ، مكونًا شلالات إجوازو ، والتي يمكن الوصول إليها عبر قطار الغابات المطيرة البيئي. تقع الشلالات داخل المنتزهات الوطنية في كل من البرازيل ومنتزه إيغواسو الوطني و ومنتزه إجوازو الأرجنتيني. يصب في نهر بارانا عند النقطة التي تلتقي فيها حدود الأرجنتين والبرازيل وباراغواي ، وهي منطقة تُعرف باسم الحدود الثلاثية.

## علم البيئة
على عكس أنهار أمريكا الجنوبية الاستوائية حيث تكون الاختلافات السنوية في درجة الحرارة محدودة نسبيًا، تختلف المياه في نهر إيغوازو شبه الاستوائي بشكل كبير اعتمادًا على الموسم. في موقعين، أحدهما يقع فوق الشلالات مباشرة والآخر أسفل الشلالات، تفاوتت المياه في كليهما من حوالي 15.5 إلى 29 درجة مئوية (60-84 درجة فهرنهايت)، وكان المتوسط أقل بقليل من 22 درجة مئوية (72 درجة فهرنهايت). عادة ما يكون الرقم الهيدروجيني شبه محايد، ويتراوح من 5.9 إلى 8.7.
حوالي 100 نوع من الأسماك موطنها نهر إيغوازو والعديد من الأنواع غير الموصوفة معروفة. معظم أنواع الأسماك في النهر هي سمك السلور وكراسين والبلطية. حوالي 70٪ مستوطنة، والتي ترتبط إلى حد كبير بالشلالات ، حيث تعمل كموطن للأنواع الريوفيلية وعزل الأنواع فوق وتحت. هذا يعني أيضًا أنه باستثناء الأنواع المُهددة في الجزء السفلي، فإن الأسماك المهاجرة الكبيرة والمعروفة من معظم حوض نهر بارانا غائبة بشكل طبيعي عن إيغوازو. تم العثور على ما يقرب من 30 نوعًا تم إدخالها في النهر حيث يوجد حوالي واحد-الثلاث من القارات الأخرى، والباقي من أماكن أخرى في أمريكا الجنوبية. 
عناكب إيغلا غير العادية شائعة محليًا في حوض نهر إيغوازو.

## القضايا البيئية
في يوليو 2000 تسرب أكثر من 4,000,000 لتر (1,100,000 غال-أمريكي) من النفط الخام إلى النهر من مصفاة نفط تديرها الدولة في بلدية أراوكاريا بالقرب من كوريتيبا.

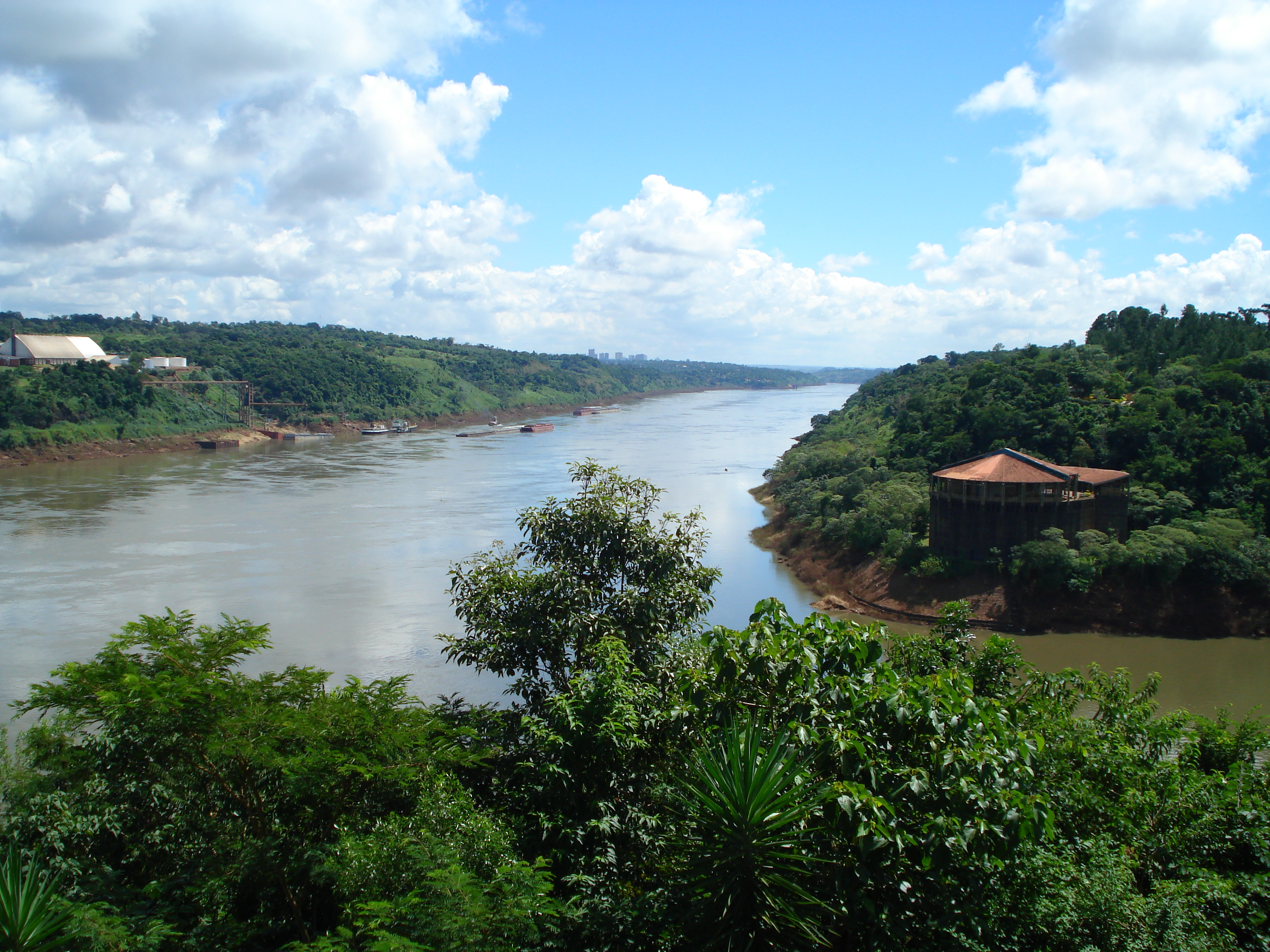
إجوازو (اليمين) عند التقاء بارانا (الوسط)